# Ân bản kỷ
Ân Bản Kỷ (Chữ Hán: 殷本紀) là một thiên trong 12 thiên Bản kỷ của sách Sử Ký mà Tư Mã Thiên được viết về lịch sử Trung Hoa. Thiên "Ân bản kỷ" kể lịch sử của nhà Thương, cũng gọi bằng Ân Đại (殷代), lúc khoảng 1600 TCN đến khoảng 1066 TCN (hoặc có thuyết cho rằng 1122 TCN).
Sách Ân bản kỷ gồm có truyện về một ông vua nổi tiếng, Trụ Vương.

## Trích dẫn tiêu biểu
- " Tửu trì nhục lâm" (Ao rượu, rừng thịt): Trụ Vương nổi tiếng là một ông vua dâm đãng, thường thết nhiều tiệc lớn, làm đầy ao với rượu và treo thịt trên cây trong rừng (以酒為池、縣肉為林).